# 중국의 천문학
중국의 천문학(中國－天文學)은 역서(曆書)의 제작으로 시작된다. 은대(殷代)에 이미 조잡한 태음태양력을 만들었다. 주대(周代) 중엽에 윤달을 넣는 규칙이 정확하게 되고, 정연한 태음태양력이 만들어졌다. 또 기원전 4세기경부터 행성을 관측했으며, 일·월식의 주기성 등을 주목하였다.
BC 104년 한나라 무제(武帝)의 태초 원년에, ‘태초력(太初曆)’이 제정되었다. 이 태초력은 한나라 말기에 유운(劉韻)이 수정한 것으로 ‘삼통력(三統曆)’으로 되었으며, 이것이 후세 역법의 표본이 되었다. 우주론은 선진 시대와 후한 시대에 활발하였다.
《주비산경》에는 개천설(蓋天說)이 자세히 기술되었다. 이 개천설에 대해서 후한의 장형(張衡)이 《혼천의》에서 혼천설을 논했다.
천문학적으로 보아 주목할 만한 역법은 후한대 유홍(劉洪)의 《건상력(乾象曆)》이다. 이 역법에서 처음으로 달의 운동이 등속(等速)이 아니고, 현재 ‘중심차(中心差)’라고 불리는 불규칙성이 인정되었다. 이 발견으로 삭(朔)의 시각의 계산이 정확하게 되고, 드디어 일·월식의 예보 계산을 하게 되었다.
진나라 시대에는 천문학자 우희(虞喜)가 세차(歲差)를 발견했다. 수나라 시대의 역법 《황극력(皇極曆)》은 유탁의 것인데, 이것은 달뿐이 아니라 태양 운동의 불규칙성도 고려하여 실제의 합(合)에 의거해서 삭의 시각을 계산하는 정삭법(定朔法)이 채용되고 있다. 또 세차가 채택되어 윤달을 두는 법도 개량되었다. 이 역법은 실제로는 사용되지 않았으나, 당나라 시대에 이르러 이양풍(李凉風)의 《의봉력(儀鳳曆)》으로 유탁의 이상이 실현되었다.
그 후의 역법으로는 원나라 시대의 곽수경(郭守敬)에 의한 《수시력(授時曆)》이 있다. 이것은 명나라 시대에 《대통력(大統曆)》이라고 개칭하여 사용되었다.

## 같이 보기
- 동아시아의 별자리